# Wharton (Ohio)
Wharton és una població dels Estats Units a l'estat d'Ohio. Segons el cens del 2000 tenia 409 habitants.

## Demografia
Segons el cens del 2000, Wharton tenia 409 habitants, 145 habitatges, i 114 famílies. La densitat de població era de 125,3 habitants per km².
Dels 145 habitatges en un 42,1% hi vivien nens de menys de 18 anys, en un 65,5% hi vivien parelles casades, en un 9,7% dones solteres, i en un 20,7% no eren unitats familiars. En el 19,3% dels habitatges hi vivien persones soles el 7,6% de les quals corresponia a persones de 65 anys o més que vivien soles. El nombre mitjà de persones vivint en cada habitatge era de 2,82 i el nombre mitjà de persones que vivien en cada família era de 3,16.
Per edats la població es repartia de la següent manera: un 31,3% tenia menys de 18 anys, un 7,3% entre 18 i 24, un 30,8% entre 25 i 44, un 17,1% de 45 a 60 i un 13,4% 65 anys o més.
L'edat mediana era de 33 anys. Per cada 100 dones de 18 o més anys hi havia 97,9 homes.
La renda mediana per habitatge era de 38.000 $ i la renda mediana per família de 40.833 $. Els homes tenien una renda mediana de 31.389 $ mentre que les dones 22.813 $. La renda per capita de la població era de 14.645 $. Aproximadament el 0,9% de les famílies i el 2,6% de la població estaven per davall del llindar de pobresa.

## Poblacions més properes
El següent diagrama mostra les poblacions més properes.